# Pryor Creek
Pryor Creek – miasto w Stanach Zjednoczonych, w stanie Oklahoma, siedziba administracyjna hrabstwa Mayes.